# ویکاف (نیوجرسی)
ویکاف (به انگلیسی: Wyckoff) شهری در ایالت نیوجرسی کشور ایالات متحده آمریکا است که جمعیت آن در سرشماری سال ۲۰۱۰ میلادی، ۱۶٬۶۹۶ نفر بوده‌است.